# Músculo flexor curto do polegar
O músculo flexor curto do polegar é um músculo da mão.